# Bisbat de Byumba
L'Bisbat de Byumba  (francès: Diocèse de Byumba; llatí: Dioecesis Byumbana) és un bisbat de l'Església catòlica pertanyent a Ruanda, sufragani de l'arquebisbat de Kigali. El 2012 tenia 667.181 batejats sobre 1.383.910 habitants. L'actual bisbe és Servilien Nzakamwita.

## Territori
La diòcesi comprèn les antigues províncies d'Umatare i Byumba, a Ruanda,que corresponen a les actuals subdivisions administratives: a la Província del Nord el districte de Gicumbi i parts dels districtes de Rulindo i Burera; a la Província de l'Oest els districtes de Nyagatare i Gatsibo
La seu episcopal es troba a Byumba. El territori s'estén sobre 5.100 km² i se subdivideix en 17 parròquies.

## Història
La diòcesi d'Astrida fou erigida el 5 de novembre de 1981 amb la butlla Quandoquidem experientia del papa Joan Pau II, arrabassant-li el territori als bisbats de Kabgayi, Kibungo i Ruhengeri.
Durant la guerra civil que va sacsejar Ruanda en la primera meitat dels anys 1990 del segle xx, hi fou assassinat, amb altres sacerdots, el bisbe Joseph Ruzindana.

## Llista de bisbes
- Joseph Ruzindana † (5 de novembre de 1981 - 7 de juny de 1994 assassinat)
- Servilien Nzakamwita, des del 13 de març de 1996

## Estadístiques
A finals del 2012, la diòcesi tenia 667.181 batejats sobre una població d'1.383.910 persones, equivalent al 48,2 % del total.
| any  | població | població  | població | sacerdots | sacerdots       | sacerdots       | sacerdots             | diàques | religiosos | religiosos | parroquies |
| ---- | -------- | --------- | -------- | --------- | --------------- | --------------- | --------------------- | ------- | ---------- | ---------- | ---------- |
| any  | batejats | total     | %        | total     | clergat secular | clergat regular | batejats por sacerdot | diàques | homes      | dones      |            |
| 1990 | 304.570  | 811.428   | 37,5     | 35        | 16              | 19              | 8.702                 |         | 38         | 80         | 11         |
| 1999 | 388.484  | 1.016.796 | 38,2     | 30        | 19              | 11              | 12.949                |         | 23         | 104        | 13         |
| 2000 | 405.928  | 1.025.416 | 39,6     | 31        | 22              | 9               | 13.094                |         | 18         | 101        | 13         |
| 2001 | 433.878  | 1.068.116 | 40,6     | 35        | 27              | 8               | 12.396                |         | 16         | 105        | 13         |
| 2002 | 459.885  | 1.121.064 | 41,0     | 39        | 33              | 6               | 11.791                |         | 14         | 104        | 13         |
| 2003 | 474.441  | 1.140.825 | 41,6     | 38        | 30              | 8               | 12.485                |         | 19         | 101        | 13         |
| 2004 | 492.933  | 1.180.522 | 41,8     | 42        | 33              | 9               | 11.736                |         | 19         | 119        | 13         |
| 2006 | 538.181  | 1.234.955 | 43,6     | 48        | 41              | 7               | 11.212                |         | 19         | 130        | 17         |
| 2012 | 667.181  | 1.383.910 | 48,2     | 57        | 50              | 7               | 11.704                |         | 25         | 121        | 17         |